# Stig Comét
Stig Oskar Comét, född 3 februari 1908 i Malmö, död 18 februari 1981, var en svensk matematiker.

## Biografi
Stig Comét var son till bokhandelsbiträdet Jean Comét och Sophie Jönsson. Efter studentexamen i Kristianstad 1926 avlade han filosofisk ämbetsexamen 1930 och licentiatexamen 1941 vid Lunds Universitet.
Comét arbetade som lärare i matematik från 1930 till 1946, då han bytte jobb och blev "förste aktuarie", sannolikt på Försvarsstaben. År 1948 blev han byrådirektör på Försvarsstaben. Från 1953 var han anställd på försvarets radioanstalt där han var expert på matematikmaskiner, samt i denna roll adjungerad expert vid Matematikmaskinnämnden åren 1952-1956. Han hade en expert- och projektledarroll roll vid framtagandet av Sveriges första datorer BARK och BESK.
FRA var den näst största användaren av BESK och huvuddelen av dessa körningar administrerades av Comét personligen av sekretesskäl. År 1950 finansierade Matematikmaskinnämnden en tre veckors studieresa för Comét till Frankrike och England för att studera bland annat informationsteori och han var en av de fem personer från FRA som deltog i den första kursen i programmering för BESK år 1952. När Gösta Neovius slutade på matematikmaskinnämnden våren 1953 blev han tillförordnad arbetschef på nämnden. I sina datorkörningar gjorde Comét statistiska analyser av kodgrupper och försök med dekryptering med stora mängder kodnycklar.
Vid BESKs officiella invigning 1 april 1954 hade Comét skrivit ett program som spelade musikstycket Helan går på maskinen, och som demonstrerades för bland andra John von Neumann.
På 1950-talet fanns inom Unesco idéer om att bilda ett datortekniskt världscentrum, och Comét deltog i dessa diskussioner, som dock aldrig ledde någonstans. Han deltog i den första internationella konferensen om informationsbearbetning i Paris 1959, och deltog på det första konstituerande mötet för International Federation for Information Processing (IFIP) i juni 1960.
Han var ridddare av Nordstjärneorden.